# Charles Pilet
Charles Pilet, né en février 1931, est un enseignant-chercheur, membre de l’Institut de France, membre de l’Académie des sciences, Président honoraire de l’Académie nationale de médecine et de l’Académie vétérinaire de France, membre de l’Académie des technologies, Professeur émérite et Directeur honoraire de l’École nationale vétérinaire d’Alfort.

## Parcours
Élève de l’École nationale vétérinaire de Lyon (1950-1954), diplômé de microbiologie de l’Institut Pasteur de Paris (1955) ; Assistant (1956),  Chef de travaux(1957) à L’École nationale vétérinaire d’Alfort, Charles Pilet est Agrégé des Écoles nationales vétérinaires  en 1960, et chef de service en 1964. Il est nommé Professeur titulaire de Microbiologie-Immunologie, Pathologie générale à l’École Nationale Vétérinaire d’Alfort en 1967. Il devient Directeur de cette École en 1975 , et est réélu et renommé à ce poste pour un nouveau mandat de cinq ans en 1980.
Son passage à la Direction de l’École d’Alfort a été marqué par le développement des relations internationales de cette École, par la création de l’Institut d’immunologie animale et comparée (1981)  reconnu par l’Organisation Mondiale de la santé comme centre collaborateur de l’OMS en 1984, par la mise en service effective en province d’une antenne d’application clinique, par la construction de deux nouveaux bâtiments, par le doublement pendant quatre ans du nombre d’étudiants, (« doubles promotions »).
Charles Pilet crée la revue scientifique « Comparative Immunology Microbiology and Infectious Disease en 1978 (Ed : Pergamon, puis Elsevier) et en restera rédacteur en chef  jusqu’à la cessation de ses fonctions d’enseignant-chercheur.
Élu membre de l’Académie vétérinaire de France en 1977, il en devient président en 1988.
Élu membre de l’Académie nationale de médecine en 1983, Charles Pilet préside cette Académie en 1999. Sa présidence sera marquée par plusieurs réformes importantes concernant notamment la gouvernance de l’Académie, (modification du rôle du conseil d’administration), la reconnaissance du caractère véritablement national de l’institution grâce à la suppression de la « section des non résidents », la mise en place d’une communication adaptée aux besoins de l’époque, la valorisation des membres correspondants, par la présence du Président de la République à l’Académie, en novembre 1999.
Élu membre correspondant de l’Académie des sciences en 1990, il devient membre titulaire de cette compagnie en 2005.
Charles Pilet est également membre de l’Académie des Technologies (2000). Il appartient également à l’Académie des scientifiques roumains, à l’académie des sciences vétérinaires d’Espagne et à la société italienne des sciences vétérinaires.

## Autres responsabilités sur le plan national
- Membre de la commission nationale de pharmacopée (1970)
- Président du comité français de l’Association Mondiale Vétérinaire (1985)
- Membre du Comité National d’Évaluation de la Recherche  (CNER) (1997-2003) Il est l’instigateur au sein du CNER du rapport intitulé « Recherches sur l’animal et santé de l’homme » (Documentation française.2003)
- Président du Comité CAMPUS (Coopération avec l’Afrique et Madagascar pour la Promotion Universitaire et Scientifique au Ministère de la Coopération. (1987-1997)
- Responsable du réseau chargé de préparer le projet scientifique français pour la deuxième réunion des chefs d’États et de gouvernements ayant en commun la langue française (deuxième sommet francophone ; Québec 1987)
- Membre du conseil médical d'Électricité de France/ Gaz de France (2001-2007)
- Membre de la commission chargée de la rédaction de la charte de l’environnement (2003) (Ch. Pilet a fait partie des membres de cette commission opposés à l’inscription du principe de précaution dans la constitution.)
- Expert près la cour d’appel de Paris (1975-2001)
- Président du conseil scientifique de l’Institut Louis Mallardé (Papeete, Polynésie 2001- 2007)
- Chargé par le gouvernement français de la mise en œuvre de l’aide apportée par la France à la Tunisie pour la création de l’École vétérinaire tunisienne. (1974-1980)

## Autres responsabilités sur le plan international
- Expert de la pharmacopée européenne  au conseil de l’Europe (1970-1995)
- Président du groupe 15V de la pharmacopée européenne (1975-1995)
- Membre puis Président de l’Association des vétérinaires microbiologistes, immunologistes et spécialistes des maladies infectieuses (1977).
- Membre du haut conseil des Universités totalement ou partiellement de langue française (1988). Charles Pilet a fondé l’association des établissements vétérinaires totalement ou partiellement de langue française et l’association des vétérinaires francophones.
- Vice-président de l’Association mondiale vétérinaire (1991-1999)
- Co-Président de la société franco-japonaise des sciences vétérinaires.
- Conseiller pour la recherche vétérinaire en Tunisie (1975)
- Conseiller pour l’enseignement vétérinaire en Tunisie (1976)

## Œuvre scientifique
Après une série de travaux, en début de carrière, sur plusieurs virus de maladies animales, dont certains étaient à l’époque soupçonnés d’être transmissibles à l’homme, Charles Pilet a dirigé ses travaux vers l’immunologie des Brucella, ce qui l’a conduit ensuite à s’intéresser à l’immunostimulation.

### Immunologie de Brucella
- Un nouveau type de vaccin[6],[7],[8],[9],[10]

Charles Pilet crée, avec Marc Bonneau, un nouveau type de vaccin à partir d’une souche de Brucella abortus rendue non agglutinogène par saturation des antigènes périphériques par des immunoglobulines spécifiques. Ce vaccin ne développait pas d’anticorps agglutinants. Cette propriété permettait de distinguer les animaux infectés (porteurs d’anticorps agglutinants) des animaux vaccinés (non porteurs de ce type d’anticorps) et de faciliter ainsi la prophylaxie de la maladie. Ce type de vaccin a également permis de confirmer le caractère essentiellement cellulaire de l’immunité brucellique et le rôle passif des anticorps.
- Une nouvelle méthode de diagnostic[11],[12]

Le diagnostic de la brucellose humaine chronique est rendu difficile par le silence sérologique qui est le plus souvent constaté dans cette phase de la maladie. Compte tenu du caractère essentiellement cellulaire de l’immunité brucellique, Charles Pilet et son équipe ont proposé de remplacer le sérodiagnostic classique par un test cellulaire, Cette nouvelle possibilité de diagnostic a valu au laboratoire de microbiologie de l’École d’Alfort de recevoir  à l’époque, de nombreuses demandes d’examens de la part des hôpitaux parisiens.
- Une méthode de contrôle des vaccins améliorée[13],[14],[15],[16]

L’étude de plusieurs lignées de souris a montré la sensibilité de certaines de ces lignées à Brucella abortus, ce qui a permis de proposer une nouvelle méthode de contrôle des vaccins anti brucelliques, méthode adoptée depuis à l’international.
- Un nouvel abord de la tolérance immunitaire[17],[18]

Le dogme de l’époque indiquant que l’animal ou l’humain nouveau-né était tolérant à une substance étrangère, n’était en fait que partiellement exact. Les travaux relatifs à la tolérance immunitaire avaient été conduits jusqu’alors avec des antigènes solubles. Utilisant un antigène particulaire extrait de Brucella, Charles Pilet et son équipe ont montré que dans ce cas, le souriceau nouveau-né pouvait répondre très tôt à la sollicitation antigénique. Cette absence de tolérance immunitaire s’explique vraisemblablement par l’activité non spécifique des extraits particulaires de Brucella  sur la maturation du système immunitaire qui devient apte beaucoup plus précocement à répondre à la stimulation antigénique spécifique  par une réaction immunitaire classique.

### Immunostimulation
Cette constatation relative à la tolérance immunitaire, ainsi qu’une observation clinique ont été à l’origine d’une nouvelle orientation des travaux de Charles Pilet. Il avait en effet été remarqué que l’injection aux animaux de Mycobactérium chelonae (bacille tuberculeux isolé de tortue) augmentait singulièrement leur résistance aux infections.  L’isolement du principe actif de cette bactérie, confié à Tsehay Neway, a permis d’isoler un glycopeptidolipide polaire (GPLP).  Cette substance a montré une importante activité sur les cellules immunitaires. Cet immunostimulant agissant sur les cellules souches de la moelle osseuse était aussi un véritable facteur de croissance hématopoïétique et permettait de corriger chez la souris l’immunodépression provoquée par la chimiothérapie anticancéreuse. Malheureusement, la synthèse de ce produit d’origine biologique, s’est avérée trop couteuse pour permettre d’aborder les essais chez l’homme,,,.

## Quelques ouvrages
- Ch. Pilet, J.L. Bourdon, N.Marchal. Le laboratoire de bactériologie. Edit : Doin 1972[23]
- Ch.Pilet, J.L.Bourdon, B.Toma, N.Marchal, C.Balestre, JL.Person. Bactériologie médicale et vétérinaire. Edit :Doin 1981 et 1989[24]
- Charles Pilet et Nicole Priollaud. L’Animal médecin. Edit : Actes Sud[25]

## Distinctions
- Commandeur de la Légion d'honneur[26]
- Commandeur de l'ordre des Palmes académiques
- Chevalier de l'ordre du Mérite agricole
- Commandeur de l'ordre national de Côte d'Ivoire
- Officier de l’Ordre de la République de Tunisie
- Officier de l’Ordre du mérite de la République du Sénégal